# Badel (Kalbe (Milde))
Badel – dzielnica miasta Kalbe (Milde) w Niemczech, w kraju związkowym Saksonia-Anhalt, w powiecie Altmarkkreis Salzwedel.
Do 31 grudnia 2010 gmina, wchodząca w skład wspólnoty administracyjnej Salzwedel-Land.